# 이시노마키선
이시노마키선(일본어: 石巻線)은 일본 미야기현 도다군 미사토정에 있는 고고타역부터 오시카군 오나가와정에 있는 오나가와역을 잇는 동일본 여객철도의 철도 노선(지방 교통선)이다.

## 노선 정보
- 관할 (사업 종별) :
  - 동일본 여객철도 (제 1 종 철도사업자) : 고고타 - 오나가와 44.9km
  - 일본화물철도 (제 2 종 철도사업자) : 고고타 - 이시노마키 27.9km
- 궤간 : 1067mm
- 역 수 : 14 (기종점역 포함)
  - 이시노마키 선 소속 역으로 한정된 경우, 기점의 고고타 역(도호쿠 본선 소속)이 제외되어, 13역이 된다.
- 복선화 구간 : 없음 (전 구간 단선)
- 전철화 구간 : 없음 (전 구간 비 전철화)
- 최고 속도 : 85km/h
- 운전 지령소 : 고고타 CTC

전 구간이 동일본 여객철도 센다이 지사의 관할이다.

## 차량
전철화되지 않은 노선이므로 모든 열차는 동차로 운행된다.
- 키하40형·키하48형(ja)
- 키하110계(게센누마 선 직결 운행 열차)

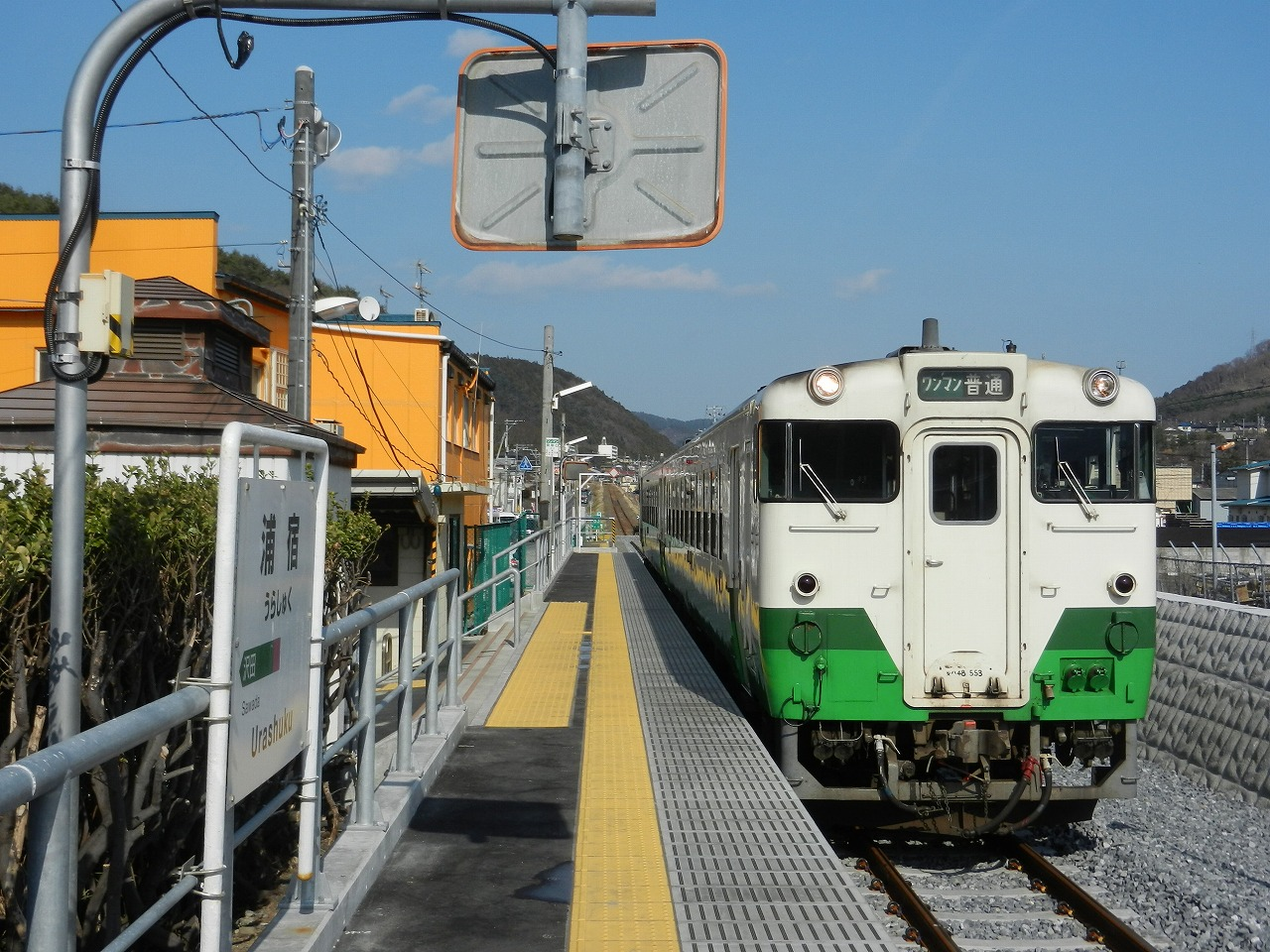
키하40형·키하48형
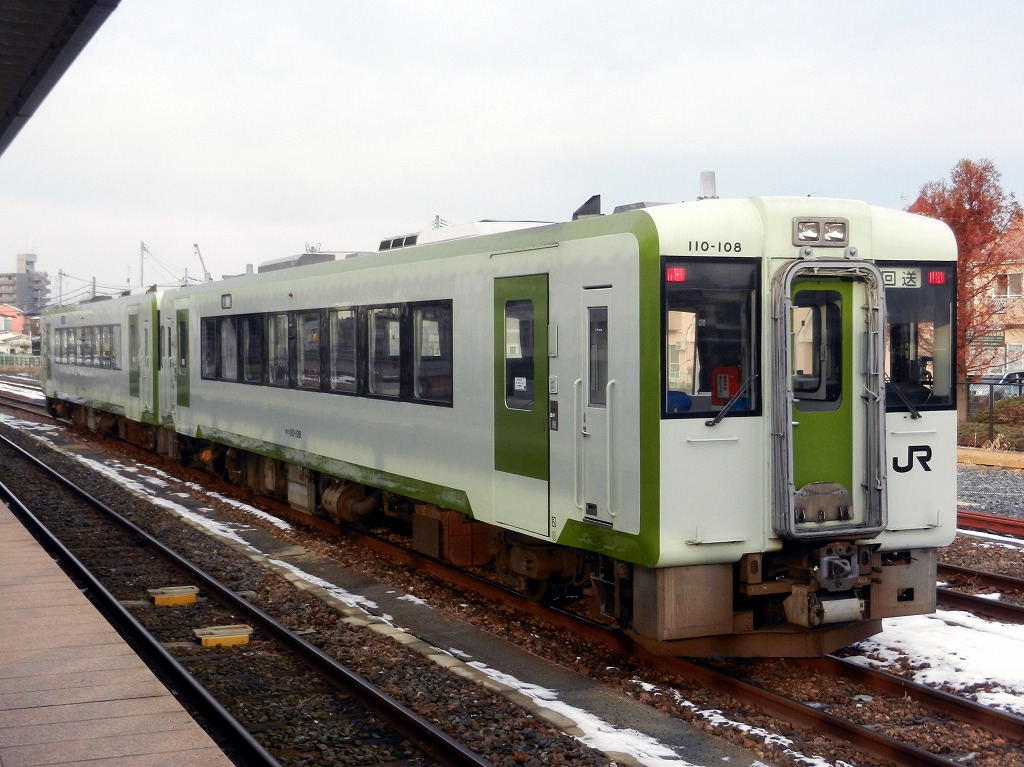
키하110계

## 연표
- 1912년 10월 28일: 센포쿠 경편 철도(仙北輕便鐵道) 고고타 ~ 이시노마키 구간 개통.(궤간은 762mm)
- 1919년 4월 1일: 국유화. 노선 명칭을 센포쿠 경편선(仙北輕便線)으로 변경.
- 1920년 5월 23일: 궤간을 1,067mm로 변경.
- 1921년 1월 1일: 노선 명칭을 이시노마키 경편선(石巻輕便線)으로 변경.
- 1922년 9월 1일: 노선 명칭을 이시노마키선(石巻線)으로 변경.
- 1939년 10월 7일: 이시노마키 ~ 오나가와 구간이 연장 개통.
- 1987년 4월 1일: 동일본 여객철도 및 일본화물철도 주식회사가 노선을 승계
- 2011년
  - 3월 11일: 동일본 대지진으로 전 구간 운행 휴지.
  - 4월 17일: 고고타 ~ 마에야치 구간이 운행 재개.
  - 5월 19일: 마에야치 ~ 이시노마키 구간이 운행 재개.
- 2012년
  - 3월 17일: 이시노마키 ~ 와타노하 구간이 운행 재개.
  - 10월 9일: 화물 열차가 운행 재개.
- 2013년 3월 16일: 와타노하 ~ 우라슈쿠 구간이 운행 재개.
- 2014년 4월 1일: 전 구간이 센다이 근교 구간(仙台近郊区間)에 포함.
- 2015년
  - 3월 14일: 우라주쿠 ~ 오나가와 구간의 역간 거리를 변경 (0.2km 단축됨)
  - 3월 21일: 우라주쿠 ~ 오나가와 구간 운행 재개.

## 역 목록
- 전 구간 미야기현 내에 소재.

| 역명         | 일어 역명 | 역간 거리 | 영업 거리 | 접속 노선                                                           | 소재지              | 소재지              |
| ------------ | --------- | --------- | --------- | ------------------------------------------------------------------- | ------------------- | ------------------- |
| 고고타       | 小牛田    | -         | 0.0       | 동일본 여객철도 도호쿠 본선 · 리쿠우토 선                           | 도다군              | 미사토정            |
| 가미와쿠야   | 上涌谷    | 3.5       | 3.5       |                                                                     | 도다군              | 와쿠야정            |
| 와쿠야       | 涌谷      | 2.7       | 6.2       |                                                                     | 도다군              | 와쿠야정            |
| 마에야치     | 前谷地    | 6.6       | 12.8      | 동일본 여객철도 게센누마 선 (일부 열차가 고고타 방면으로 상호 운행) | 이시노마키시        | 이시노마키시        |
| 가케야마     | 佳景山駅  | 4.3       | 17.1      |                                                                     | 이시노마키시        | 이시노마키시        |
| 가노마타     | 鹿又      | 4.1       | 21.2      |                                                                     | 이시노마키시        | 이시노마키시        |
| 소바노카미   | 曽波神    | 2.5       | 23.7      |                                                                     | 이시노마키시        | 이시노마키시        |
| 이시노마키   | 石巻      | 4.2       | 27.9      | 동일본 여객철도 센세키 선                                           | 이시노마키시        | 이시노마키시        |
| 리쿠젠이나이 | 陸前稲井  | 3.0       | 30.9      |                                                                     | 이시노마키시        | 이시노마키시        |
| 와타노하     | 渡波      | 5.0       | 35.9      |                                                                     | 이시노마키시        | 이시노마키시        |
| 만고쿠우라   | 万石浦    | 1.1       | 37.0      |                                                                     | 이시노마키시        | 이시노마키시        |
| 사와다       | 沢田      | 1.3       | 38.3      |                                                                     | 이시노마키시        | 이시노마키시        |
| 우라슈쿠     | 浦宿      | 4.1       | 42.4      |                                                                     | 오시카군 오나가와정 | 오시카군 오나가와정 |
| 오나가와     | 女川      | 2.3       | 44.7      |                                                                     | 오시카군 오나가와정 | 오시카군 오나가와정 |